# 프랭크 브리지

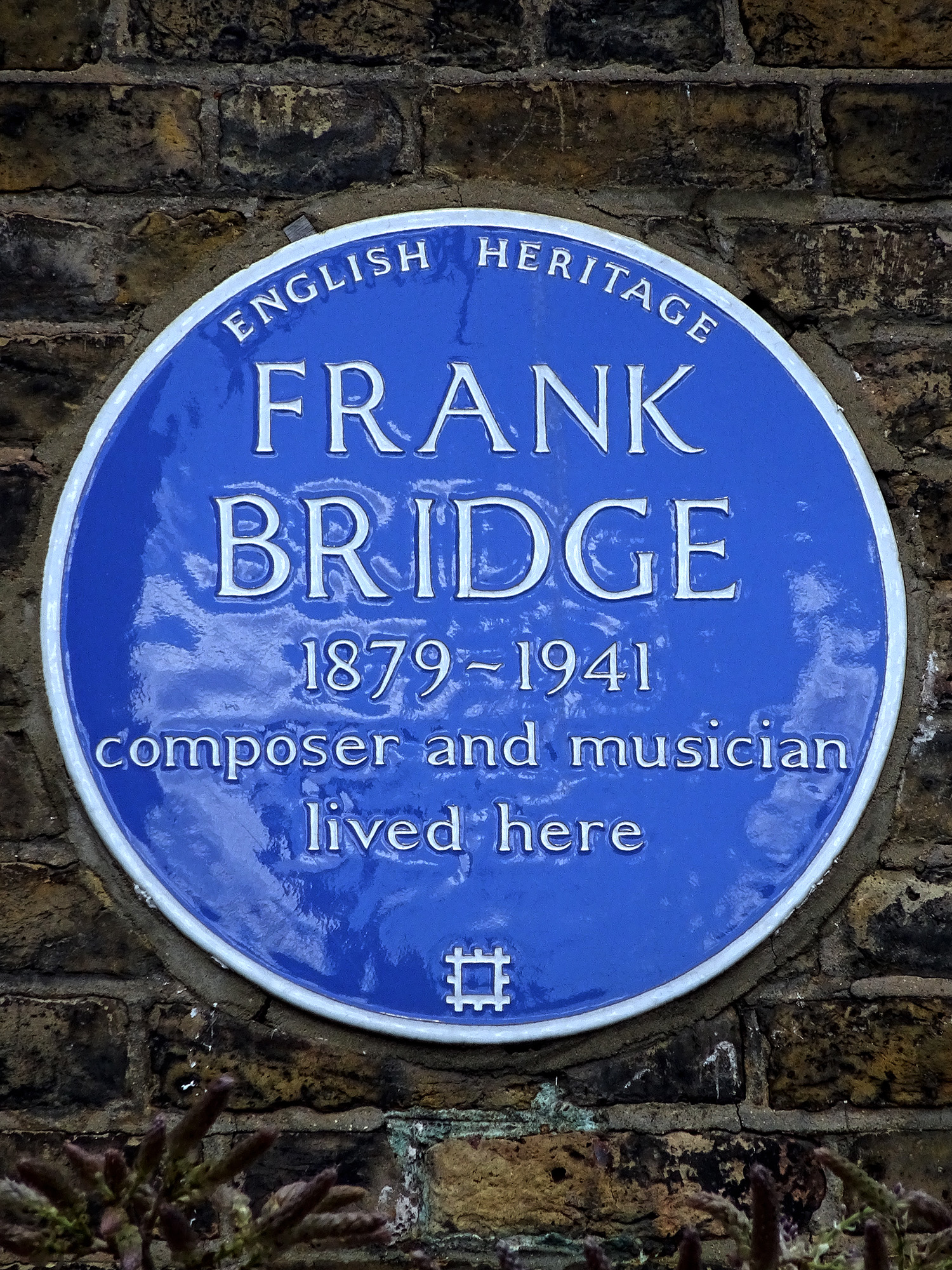

프랭크 브리지(영어: Frank Bridge; 1879년 2월 26일 ~ 1941년 1월 10일)는 영국의 작곡가, 비올라 연주자 그리고 지휘자이다.

## 생애
브리지는 브라이턴에서 태어나 찰스 빌리어스 스탠포드와 그 밖의 다른 사람들 밑에서 1899년부터 1903년까지 런던의 왕립음악대학에서 공부했다. 그는 많은 현악 사중주단, 특히 영국 현악 사중주단(마조리 헤이워드와 함께)에서 비올라를 연주했고, 때때로 헨리 우드 대역을 맡기도 했으며, 엘리자베스 스프래그 쿨리지의 후원을 받으며 작곡에 전념했다.

## 음악
현존하는 초기 작품들은 다양한 장르의 짧은 작품들과 함께 찰스 빌리어스 스탠포드 음악대학과 함께 그의 연구 기간 동안 제작된 상당한 규모의 실내 작품 시리즈이다. 브리지는 그의 첫 주요 관현악 작품인 《한밤중에 H.30》를 그의 연구가 끝난 직후 완성했다. 요하네스 브람스, 루트비히 판 베토벤, 표트르 차이콥스키, 세자르 프랑크, 가브리엘 포레 등이 이 시기에 영향을 미친 것으로 보인다.

## 주요 작품

### 관현악
- 3개의 관현악 소품 H.18(1901~2)
- 교향시 한밤중에 H.30(1903)
- 교향시 이사벨라 H.78(1907)
- 춤 광시곡 H.84(1908)
- 모음곡 바다 H.100(1910~11)
- 춤시 H.111(1913)
- 교향시 여름 H.116(1914~15)
- 관현악 인상 시냇물가의 버드나무 H.173(1927)
- 조춘 광시곡 H.174(1926~27)
- 레부스 서곡 H.191(1940)

### 협주곡
- 비가풍 첼로 협주곡 ‘연설’ H.180(1929~30)
- 피아노 협주 광시곡 ‘곡두[幻影]’ H.182(1931)

### 실내악
- 피아노 3중주 1번 라단조 H.1(1900)
- 현악 4중주 내림 나장조 H.3(1900)
- 3개의 춤(바이올린 또는 첼로와 피아노) H.4(1900)
- 환상 스케르초(현악 4중주) H.6(1901)
- 현악 5중주 마단조 H.7(1901)
- 피아노 4중주 다단조 H.15(1902)
- 바이올린 소나타 내림 마장조 H.39(1904)
- 3개의 현악 4중주 소품 H.43(1904)
- 3개의 노벨레텐(현악 4중주) H.44(1904)
- 피아노 5중주 라단조 H.49(1904~5, 12년 개정)
- 환상 현악 4중주 바단조 H.55(1905)
- 3개의 목가(현악 4중주) H.67(1906)
- 현악 4중주 1번 마단조 H.70(1906)
- 래그(현악 4중주) H.74(1906)
- 환상 피아노 3중주 다단조 H.79(1907)
- 환상 피아노 4중주 올림 바단조 H.94(1910)
- 현악 6중주 내림 마장조 H.107(1906~12)
- 현악 4중주 2번 사단조 H.115(1914~15)
- 2개의 오래된 영국 노래(현악 4중주) H.119(1916)
- 첼로 소나타 라단조 H.125(1913~17)
- 현악 4중주 3번 H.175(1925~27)
- 삼중주 광시곡(2대의 바이올린, 1대의 비올라) H.176(1928)
- 피아노 3중주 2번 H.178(1928~29)
- 바이올린 소나타 H.183(1932)
- 현악 4중주 4번 H.188(1937)
- 희유곡(목관 4중주; 플루트, 오보에, 클라리넷, 바순) H.189(1934~38)

### 피아노
- 3개의 소묘 H.68(1906)
- 3개의 소품 H.108(1901, 12)
- 4개의 성격 소품 H.112(1913~14)
- 4개의 성격 소품 H.126(1917)
- 동화 이야기 모음곡 H.128(1917)
- 모래 시계 H.148(1919~20)
- 소나타 H.160(1921~24)
- 겨울 목가 H.168(1925)

### 오르간
- 3개의 소품 H.63(1905)
- 3개의 소품 H.190(1939)

### 가곡
- 소네트: 내가 가장 많이 깜박일 때 H.5(1901)
- 데번의 아가씨 H.25(1903)
- 겨울 바람이여, 불어라 H.33(1903)
- 행복한 날이여, 가지 마오 H.34(1903)
- 죽은 제비꽃 H.38(1904)
- 내 꿈으로 나에게 오라 H.71(1906)
- 3개의 노래 H.76(1906~7)
- 마지막 호출 H.136(1918)
- 여행의 끝 H.167(1925)

### 합창
- 가을 H.24(1903)
- 벌[蜂] H.110(1913)
- 자장가 H.120(1916)
- 봄노래 H.157(1922)
- 저녁 약속 H.159(1922)

### 오페라
- 성탄절 장미 H.179(1909~29)